# آشپزی خاورمیانه

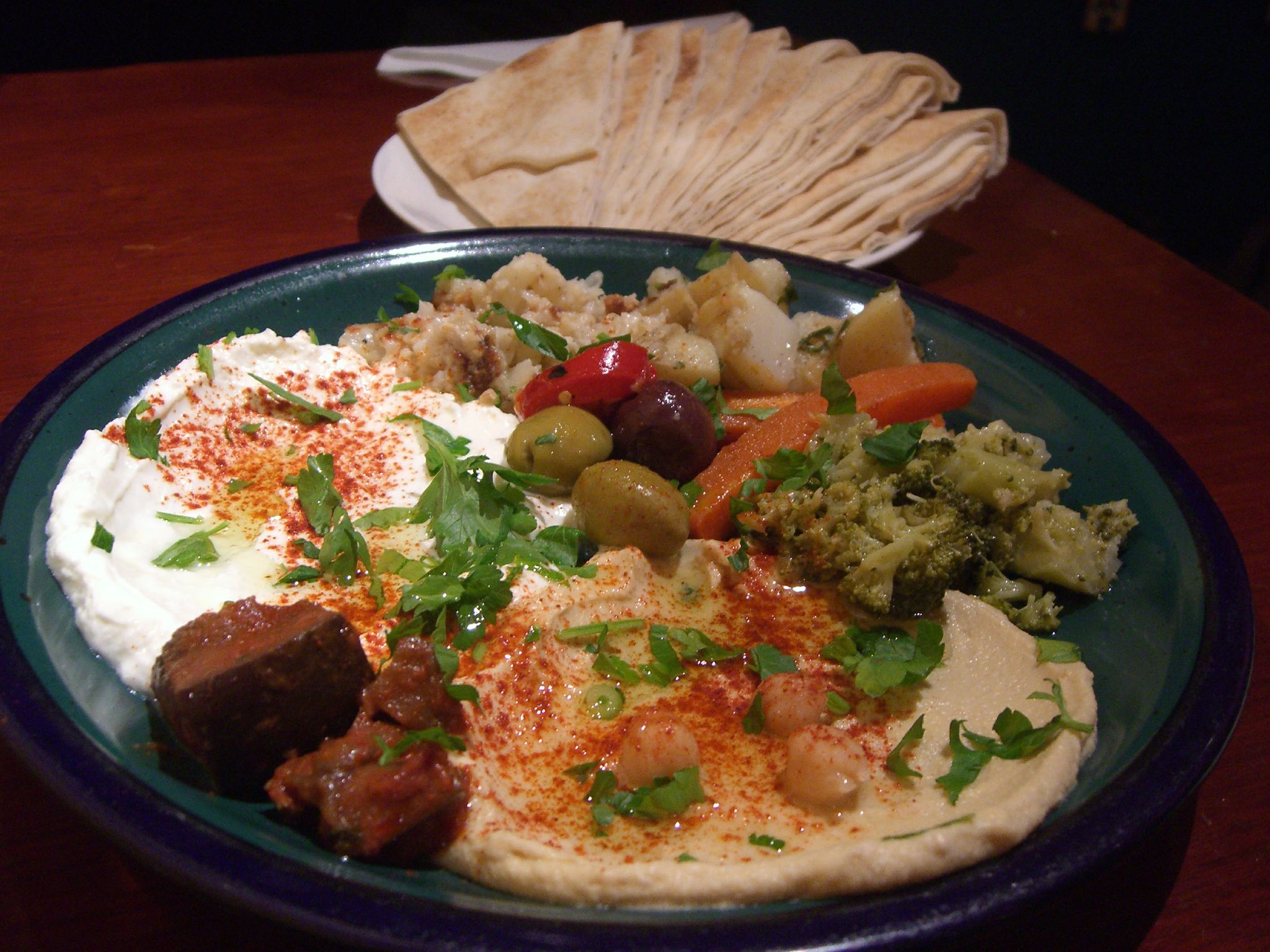
ماست چکیده، حمص به همراه نان پیتا.

غذاهای خاورمیانه یا غذاهای غرب آسیا شامل عرب، ارمنی، آشوری، آذربایجانی، قبرستان، مصری، گرجی، ایرانی، عراقی، اسرائیلی، کردی، لبنانی، فلسطینی و ترکیه هستند. ترکیبات متداول شامل زیتون و روغن زیتون، نان پیتا، عسل، کنجد، خرما، سماغ، نخود، نعنا، برنج و جعفری و غذاهای محبوب شامل کباب، فلافل، باقلوا، ماست، دونر کباب ، شاورما و ملوخیه در این فرهنگ‌های آشپزی استفاده می‌شوند.